# Chappes (Ardennes)
Chappes település Franciaországban, Ardennes megyében. Lakosainak száma 82 fő (2022. január 1.). Chappes Chaumont-Porcien, Doumely-Bégny, Hauteville, Justine-Herbigny, Remaucourt és Son községekkel határos.

## Népesség
A település népességének változása:
| Lakosok száma | 117  | 89   | 71   | 92   | 96   | 96   | 101  | 92   | 87   | 82   |
|               | 1968 | 1982 | 1990 | 2006 | 2013 | 2015 | 2017 | 2019 | 2020 | 2022 |